# 3 Geminorum
3 Geminorum, som är stjärnans Flamsteed-beteckning, är en snäv dubbelstjärna belägen i den mellersta delen av stjärnbilden Tvillingarna, som också har variabelbeteckningen PU Geminorum. Den har en lägsta kombinerad skenbar magnitud på ca 5,75 och är svagt synlig för blotta ögat där ljusföroreningar ej förekommer. Baserat på parallaxmätning inom Hipparcosuppdraget på ca 0,23 mas, beräknas den befinna sig på ett avstånd på ca 14 200 ljusår (ca 4 350 parsek) från solen. Den rör sig bort från solen med en heliocentrisk radialhastighet av ca 16 km/s.

## Egenskaper
Primärstjärnan 3 Geminorum A är en variabel blå till vit superjättestjärna av spektralklass B2.5 Ib. Den har en massa som är ca 21 solmassor, en radie som är ca 37 solradier och utsänder ca 129 000 gånger mera energi än solen från dess fotosfär vid en effektiv temperatur av ca 18 000 K.
3 Geminorum är en pulserande variabel av Alfa Cygni-typ (ACYG) som varierar mellan visuell magnitud +5,71 och 5,77 med en period av 6,8066 dygn. Den är också en snäv dubbelstjärna där följeslagaren är en svagare stjärna av magnitud 2,5 med en separering av ca 0,6 bågsekunder från primärstjärnan. Det finns också en mycket svagare stjärna av ungefär 14:e magnituden belägen ca 14 bågsekunder bort.
Svaga Hα-emissionslinjer har detekterats i spektrumet för 3 Geminorum, men detta anges vanligtvis inte i publicerade spektralklassificeringar. Ett "e" läggs bara ibland till spektraltypen för att representera emissionslinjerna. MK-spektraltyper klassificerar konsekvent 3 Geminorum som en normal superjätte (luminositetsklass Ib), även om spektralklasser härledda på andra sätt ofta anger en ljusstark superjätte (Ia).
3 Geminorum kan döljas av månen. Observationer av dessa ockultationer kan ge information om en stjärnans vinkeldiameter eller om nära följeslagare. Ockultationer av 3 Geminorum har observerats, men ingen information om dubbelstjärna eller diameter har publicerats.